# Ischalia
Ischalia är ett släkte av skalbaggar. Ischalia ingår i familjen kvickbaggar.
Kladogram enligt Catalogue of Life:
| Ischalia | \| \| Ischalia californica \| \| \| \| \| \| Ischalia costata \| \| \| \| \| \| Ischalia vancouverensis \| \| \| \| |
|          | \| \| Ischalia californica \| \| \| \| \| \| Ischalia costata \| \| \| \| \| \| Ischalia vancouverensis \| \| \| \| |
|          | Ischalia californica                                                                                                |
|          | |
|          | Ischalia costata |
|          | |
|          | Ischalia vancouverensis                                                                                             |
|          | |